# D.R.E.A.M.
«D.R.E.A.M.» —acrónimo de «Drugs Rule Everything Around Me», que en español significan: «S.U.E.Ñ.O.» y «Las drogas gobiernan todo a mi alrededor», respectivamente— es una canción de la cantante estadounidense Miley Cyrus, forma parte de su extended play She Is Coming (2019), e iba a formar parte de su álbum de estudio She Is Miley Cyrus (2019) el cual fue cancelado. La pista cuenta con la colaboración del rapero estadounidense Ghostface Killah, y fue escrita por Cyrus, Ghostface Killah, John Cunningham, RZA e Ilsey Juber, mientras que la producción fue llevada a cabo por Cunningham y RZA.

## Antecedentes y recepción
«D.R.E.A.M.» fue escrito por Cyrus, Ghostface Killah, John Cunningham, RZA y Ilsey Juber, mientras que su producción fue realizada por Cunningham y RZA. La pista tiene una duración de dos minutos y cuarenta y ocho segundos. El tema está calificado como una canción pop con trap, y hace referencia a la relación de la cantante con las drogas y su estilo de vida de las fiestas.
Al escribir su reseña para Vulture , Craig Jenkins describió que «D.R.E.A.M.» vuelve a retomar el humor alegre de los éxitos más queridos de la cantante, mientras que la producción discreta y las letras festivas funcionan bien. Erica Gonzáles de Harper's Bazaar describió la canción como «una melodía pop y relajada».

## Presentaciones en vivo
Miley Cyrus interpretó por primera vez «D.R.E.A.M.» en el programa Big Weekend de BBC Radio 1 el día 27 de mayo de 2019, cuatro días antes del lanzamiento oficial de la canción. El 31 de mayo la fecha del estrenó, la cantante interpretó la canción en el festival Primavera Sound en Barcelona. Por otra parte, cantó al día siguiente el tema en el Orange Warsaw Festival en Varsovia.

## Vídeo musical
El 31 de mayo de 2019, se lanzó el video musical de la pista con una duración de solo un minuto, a través del canal oficial de YouTube de la cantante, utilizado como un video promocional del EP. La cinta presenta una secuencia de imágenes en blanco y negro de la cantante, que trae de vestimenta un sostén de color negro.

## Créditos y personal
Créditos adaptados de Genius y Tidal.
- Miley Cyrus – vocales, composición
- Ghostface Killah – vocales, composición
- Ilsey Juber – composición, asistente de ingeniería de grabación, guitarra
- John Cunningham&– Producción, composición, ingeniero de mezcla, guitarra, piano y  programador
- RZA– Composición y producción
- Method Man– Composición
- Raekwon– Composición
- David Porter– Composición
- GZA– Composición
- Isaac Hayes– Composición
- Inspectah Deck– Composición
- U-God– Composición
- Ol' Dirty Bastard– Composición

## Posicionamiento en listas
| Listas (2019)                                   | Mejor posición |
| ----------------------------------------------- | -------------- |
| Estados Unidos (Bubbling Under Hot 100 Singles) | 11             |
| Irlanda (IRMA)                                  | 77             |
| Nueva Zelanda Hot Singles (RMNZ)                | 9              |